# Goutrens
Goutrens (okzitanisch: Gotrens) ist eine französische Gemeinde mit 478 Einwohnern (Stand: 1. Januar 2022) im Département Aveyron in der Region Okzitanien (vor 2016: Midi-Pyrénées). Sie gehört zum Arrondissement Villefranche-de-Rouergue (bis 2017: Arrondissement Rodez) und zum Kanton Enne et Alzou. 

## Geografie
Goutrens liegt etwa 17 Kilometer westnordwestlich von Rodez. Umgeben wird Goutrens von den Nachbargemeinden Escandolières im Norden, Saint-Christophe-Vallon im Nordosten, Valady im Osten, Clairvaux-d’Aveyron im Südosten und Süden, Belcastel im Süden und Südwesten, Rignac im Westen sowie Bournazel im Nordwesten.

## Bevölkerungsentwicklung
| 1962                       | 1968 | 1975 | 1982 | 1990 | 1999 | 2006 | 2019 |
| -------------------------- | ---- | ---- | ---- | ---- | ---- | ---- | ---- |
| 748                        | 717  | 531  | 473  | 441  | 411  | 395  | 495  |
| Quellen: Cassini und INSEE |      |      |      |      |      |      |      |

## Sehenswürdigkeiten
- Dolmen La Serre, seit 1994 Monument historique
- Kirche Saint-Vincent aus dem 15. Jahrhundert

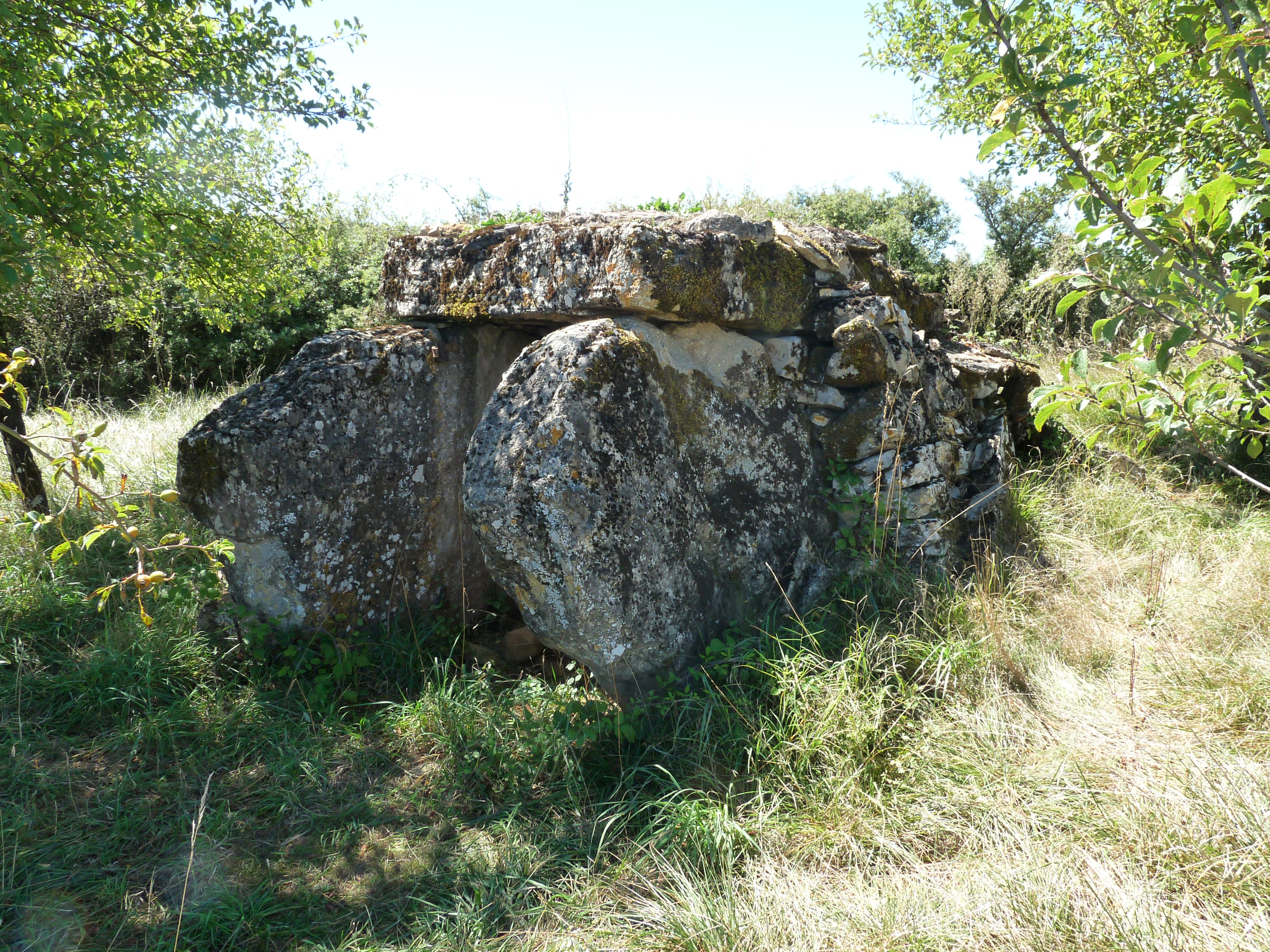
Dolmen La Serre
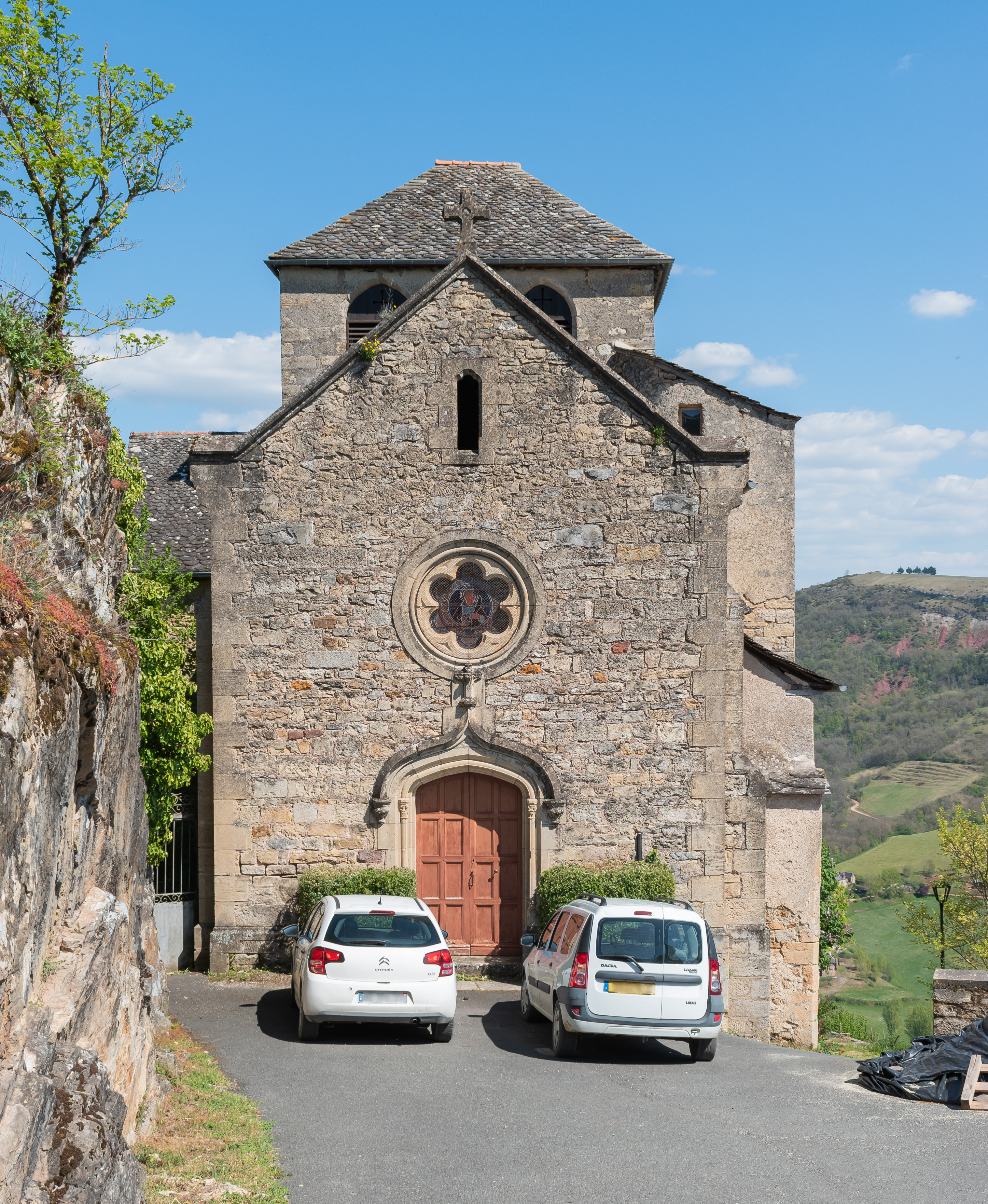
Kirche Saint-Vincent